# Regarde-moi quand je te quitte
Pour plus de détails, voir Fiche technique et Distribution.
Regarde-moi quand je te quitte est un film français de Philippe de Broca réalisé en 1993.

## Synopsis
Le film relate les tribulations amoureuses et loufoques d'un homme et d'une femme désirant reconquérir chacun leur amour... ceux-ci étant tombés amoureux l'un de l'autre.

## Fiche technique
- Réalisateur : Philippe de Broca
- Scénariste : Philippe Le Dem
- Producteur : Charline de Lépine
- Musique du film : Charles Court
- Directeur de la photographie : Bernard Zitzermann
- Coordinateur des cascades : Rémy Julienne, Pascal Garnier (cascadeur)
- Société de production : Canal+, France 2, Son et Lumière, Télévision Suisse-Romande
- Format : couleur - 1,33:1 - 35 mm - Son mono
- Pays d'origine :  France
- Genre : comédie
- Durée : 1h 18

## Distribution
- Isabelle Gélinas : Ève
- Patrick Chesnais : Pierre
- Élisa Servier : Angélique
- Marc Maury : Bernard
- Étienne Draber : Prudent
- Geoffroy Thiebaut : Chalmain
- Sophie Mounicot : Rebecca
- André Penvern : Le commissaire
- Jean Rougerie : Monsieur Désir
- Anna Gaylor : Une dame
- Andrée Damant : Une dame
- Daniel Villattes : Un client
- Georges Berdot : Un clochard
- Frédéric Darie:  L'interne
- Vincent Moscato : Le fiancé de Rebecca
- Gérard Renoux : Le maître d'hôtel
- Rémy Julienne : Le conducteur de la dépanneuse
- Dani Claverie-Lucas : La fleuriste
- Gérard Lecouvey : Le planton
- Virginie Vignon : Une passante
- Teddy Bilis
- Bernard Blancan
- Yves Bolot
- Frédéric Foucault : Le barman
- Didier Jeaunaud : Jacky
- Patrice Thibaud : Le serveur
- Li Weng-Feng